# 中国人民解放军空军都江堰航空医学鉴定训练中心
中国人民解放军空军都江堰航空医学鉴定训练中心，位于四川省都江堰市翠月湖镇聚青路18号，隶属中国人民解放军西部战区空军后勤部。

## 简介
1952年始建，前身是西南军区空军第一七二医院。后来先后调整改为陆军第五十二医院、成都军区干部训练队、第十四疗养队、空军灌县疗养院、空军都江堰疗养院。2004年5月26日，转隶成都军区联勤部，同年10月整编为中国人民解放军成都军区峨眉疗养院都江堰疗养区。2009年7月，都江堰、杭州、大连、青岛、临潼五所疗养院统一由各大军区联勤部转隶各大军区空军后勤部，成立5个航空医学鉴定训练中心，构建为“空军总医院、空军航空医学研究所——区域性航空医学鉴定训练中心——航空兵部队卫生机构”三级航空医学鉴定训练体系。其中，2009年7月20日，成都军区峨眉疗养院都江堰疗养区转隶成都军区空军后勤部，整编为中国人民解放军空军都江堰航空医学鉴定训练中心，同年9月15日该中心正式组建。该中心担负飞行人员健康疗养、航空生理心理训练、航空医学鉴定保障任务，并且承担航空医学基础研究及师军职干部疗养工作。2016年，在深化国防和军队改革中，转隶中国人民解放军西部战区空军后勤部。